# Manuel Lopez de Azcutia
Manuel López de Azcutia (Siviglia, 1815 – Madrid, 17 ottobre 1887) è stato un giurista e scrittore spagnolo, del XIX secolo ricordato per aver preso parte attiva nella riforma del Codice Penale spagnolo e per essere stato Pubblico Ministero nelle udienze di Cassazione del processo cosiddetto del “Blanco de Benaocaz” o della “Mano Negra”.
Manuel Azcutia fu avvocato dei tribunali nazionali spagnoli, ex funzionario del ministero di Grazia e Giustizia, professore dell'Accademia di Giurisprudenza di Madrid, membro della reale società economica degli Amici del Paese, socio di diverse corporazioni letterarie e scientifiche di Spagna.
Fin da giovane nutrì velleità letterarie cimentandosi nello scrivere poesie e romanzi che non incontrarono il favore della critica come dimostra il fatto che non è rappresentato nel quadro “Los poetas contemporáneos” di Antonio Maria Esquivel (1806-1857) un manifesto della cultura letteraria dell'epoca dipinto dal famoso pittore nel 1846. Pubblicava anche con lo pseudonimo di Fierabrás.
Il 30 gennaio 1877 viene rappresentata al Teatro Eslava, da pochi anni inaugurato in calle del Arenal, 11, a Madrid, la sua commedia comica in due atti "Il peggior male la vecchiaia".
Forse per queste sue velleità e per l'aspetto azzimato ispirò la canzone intitolata: "El macareno Manuel Azcutia", al musicista Sebastian Yradier (1809-1865) autore di canzoni popolari di grande successo in Spagna come "La Paloma".
Più apprezzata e copiosa fu la sua produzione letteraria in campo giuridico che accompagnò la sua brillante carriera che lo portò a ricoprire le più alte cariche del Tribunale Supremo di Spagna.
Sposò Asuncion de Linacero y Beizama, figlia di Tomas de Linacero, sindaco liberale di Madrid negli anni 1841-1842, e di Eulogia de Beizama y Castroviejo. Dal matrimonio nacque la figlia Maria del Pilar.
Fu il Pubblico Ministero nelle udienze di Cassazione del processo noto come “El Blanco de Benaocaz” o anche della "Mano Negra” dove chiese la condanna alla pena capitale di quindici imputati, ottenendone solo sette per l'appassionata difesa fatta dagli avvocati degli imputati. Il processo ebbe larga risonanza non solo in Spagna ma anche all'estero. Tre giorni dopo l'esecuzione della sentenza capitale a mezzo “garrota” avvenuta sulla piazza di Jerez de la Frontera il 14 giugno 1884, Manuel López de Azcutia fu insignito della Gran Croce dell'Ordine di Isabella la Cattolica con regio decreto del 17 giugno 1884.
Manuel López de Azcutia sopravvisse solo tre anni morendo il 17 ottobre 1887 dopo una lunga e penosa malattia come riporta il suo necrologio pubblicato su La Época e su El Día di Madrid nella stessa data.

## Pubblicazioni
- 1840 - (ES)  Insulto personal: ó Los dos cobardes
- 1846 - (ES)  Sopla que quema!: estravagancias poéticas
- 1846 - (ES)  folleto en verso por los enlaces de SS.MM.y AA.
- 1846 - (ES)  Galeria artistica española.
- 1848 - (ES)  La Muerte de Jesús: poema épico, escrito y dedicado a Pio IX
- 1849 - (ES)  La muerte de Jesús: Poema épico, escrito y dedicado al Sumo Pontífice Pio Nono
- 1849 - (ES)  Isabel de Borbón: poema épico dedicado á S.M. la Reina
- 1852 - (ES)  Un insulto personal, o Los dos cobardes: comedia en un acto
- 1861 - (ES)  Derecho criminal: Sustanciación de los procesos, leyes, decretos y ordenes vigentes
- 1865 - (ES)  La jurisdicción real en su actual relación con las demás jurisdicciones privativas
- 1876 - (ES)  La ley penal: Estudios prácticos sobre la interpretación
- 1885 - (ES)  La muerte de Jesús: Poema épico, escrito y dedicado al Sumo Pontífice Pio Nono

## Traduzioni
- 1847 - (ES)  Conversaciones familiares sobre el modo de mejorar la condición de los pueblos. Author: Timón ; Azcutia, Manuel (traductor) Madrid : Imprenta de la Publicidad, 1847

## Canzone di Sebastián Yradier
- (ES)  El "macareno" Manuel Azcutia

## Onorificenze
- 1850 - Gran Croce dell'Ordine di Carlo III – 29.8.1850
- 1884 - Gran Croce dell'Ordine di Isabella la Cattolica -17.6.1884